# Przygody Gapiszona
Przygody Gapiszona – polski serial animowany z 1964, w reżyserii Jerzego Kotowskiego, według scenariusza Jerzego Kotowskiego i Bohdana Butenki, z muzyką Piotra Hertla, emitowany w paśmie Wieczorynki. Twórcą postaci Gapiszona był Bohdan Butenko.

## Spis odcinków
1. Gapiszon w cyrku
2. Gapiszon wędkarzem
3. Porządki Gapiszona
4. Gapiszon kucharzem
5. Gapiszon ogrodnikiem
6. Bycze przygody Gapiszona
7. Gapiszon na obozie
8. Gapiszon automobilistą
9. Gapiszon fotoamatorem
10. Gapiszon na stacji

## Filatelistyka
Postać Gapiszona znalazła się na znaczku pocztowym wydanym w 2011 przez Pocztę Polską.